# Carl Walther GmbH
Carl Walther zählt zu den bekanntesten Herstellern von Schusswaffen. Mit dem Namen Walther und seinem Markenzeichen – der geschwungenen „Walther-Schleife“ – verbindet man heute vor allem Gewehre und Pistolen für das sportliche Schießen (Druckluft/Kleinkaliber) und Selbstladepistolen für den behördlichen Bedarf. Heute besteht Carl Walther aus zwei Tochterunternehmen der Umarex GmbH & Co. KG, der Carl Walther GmbH & Co. Produktions KG, die die Produktion übernimmt und der Carl Walther Gesellschaft mit beschränkter Haftung die für den Vertrieb zuständig ist. Beide Gesellschaften haben ihren Sitz in Ulm.

## Geschichte
1886 gründete Carl Walther in Zella St. Blasii, heute Ortsteil von Zella-Mehlis, die Carl Walther-Waffenfabrik. Der Familienbetrieb fertigte zunächst Jagd- und Sportgewehre, insbesondere die im deutschen Schützenwesen weit verbreiteten „Scheibenbüchsen“. Darüber hinaus wurden zwischen den Jahren 1924 und 1974 Rechenmaschinen hergestellt.

### Pistolenproduktion
1908 begann, auf Initiative von Fritz Walther (dem ältesten Sohn von Carl Walther), die Fertigung von Selbstladepistolen (Modelle 1–9) in den Kalibern 6,35 mm und 7,65 mm.
1929 brachte Walther die bis heute populäre „Polizeipistole“ Walther PP als erste Großserienpistole mit Spannabzug auf den Markt, der 1931 die (nicht zuletzt später durch James Bond) weltweit bekannte „Polizeipistole, Kriminalmodell“ Walther PPK folgte. Beide Modelle revolutionierten den Waffenbau und wurden weltweit populär.
In der Zwischenkriegszeit entstanden bei Walther in Zella-Mehlis weitere, z. T. richtungweisende Waffen. Dazu gehören u. a.:
- eine Selbstladeflinte mit Kniegelenkverschluss – heute ein gesuchtes Sammlerstück
- die Olympiapistole und das „Jägerschaftsmodell“ – die Olympiapistole war bei den Sommerspielen 1936 erfolgreich und bildete die Grundlage für die Sportpistolenentwicklung des Schweizer Herstellers Hämmerli nach dem Zweiten Weltkrieg
- Kleinkaliber-Jagdrepetierer – die berühmte Baureihe Walther-KKJ
- eine neue Militärpistole mit Spannabzug im Kaliber 9 mm Parabellum, die die technisch veraltete und zu teure Pistole 08 ablösen sollte (ab 1940 als Pistole P38 bei den deutschen Streitkräften eingeführt)

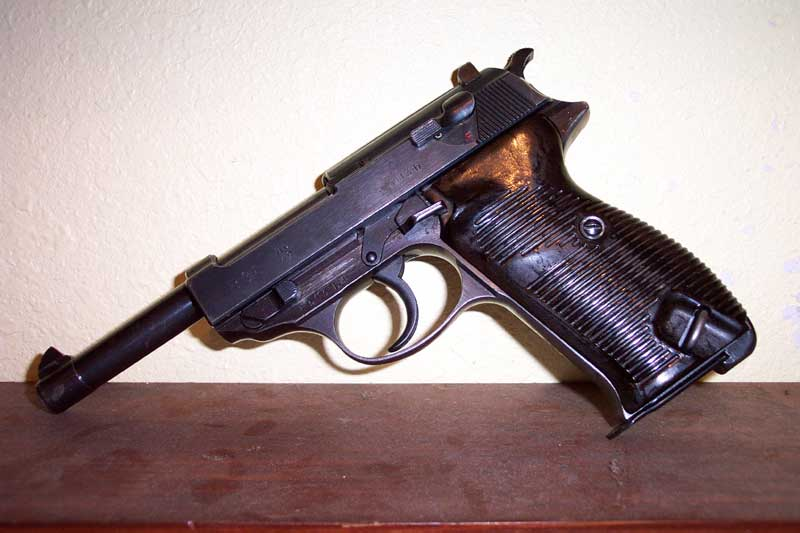
Pistole Walther P38

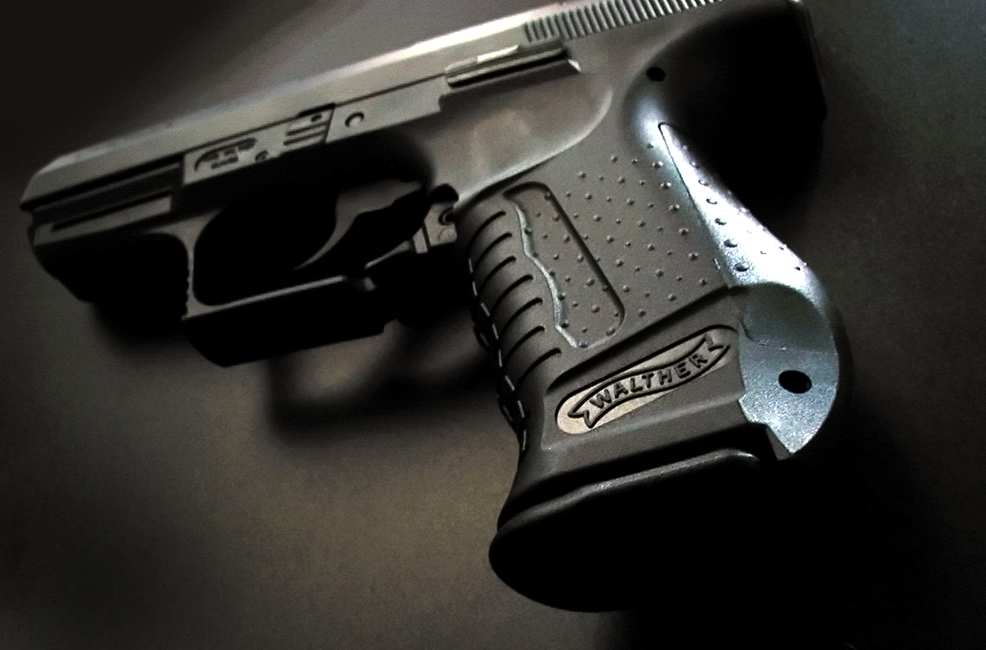
Pistole Walther P99

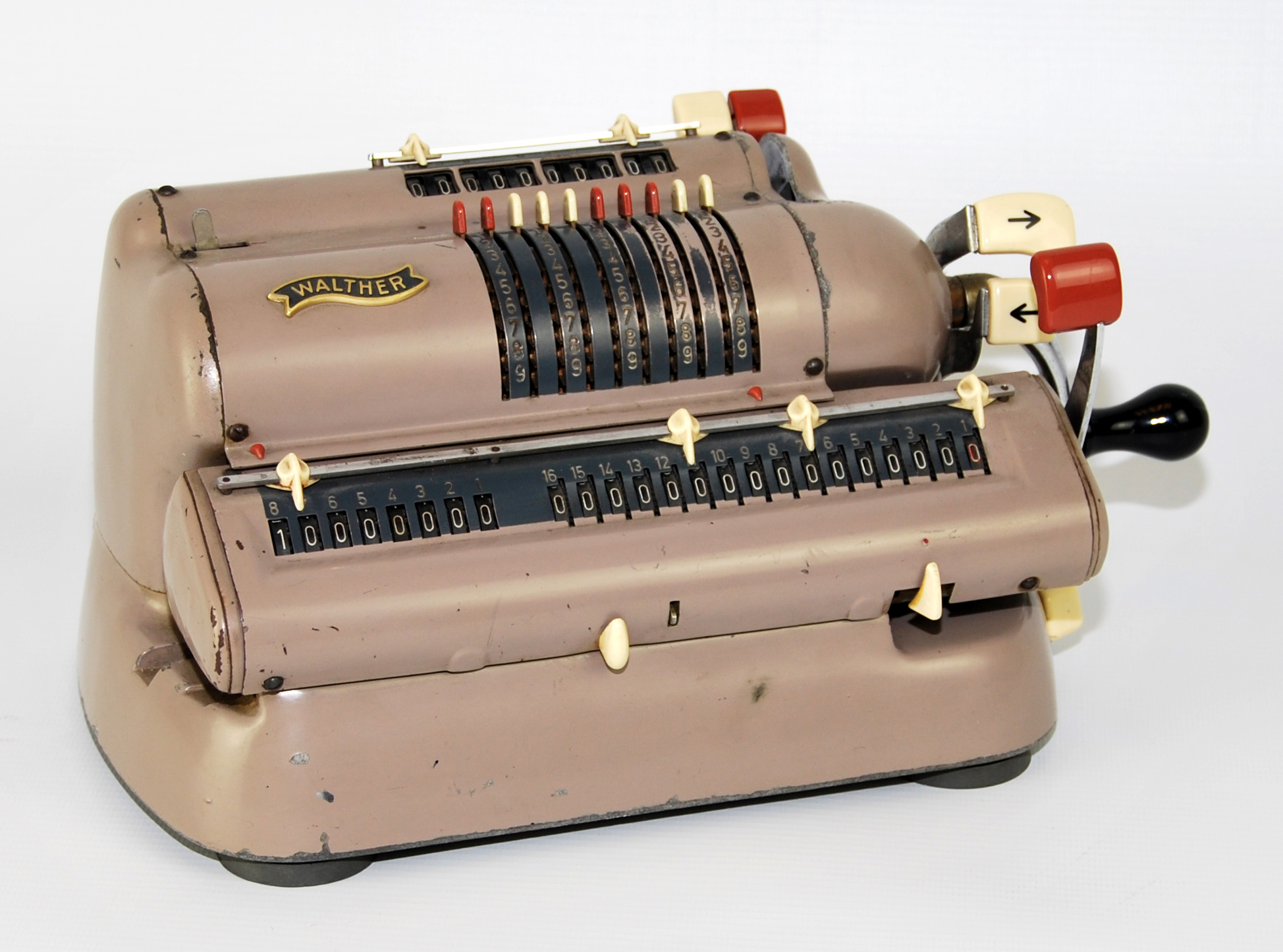
Rechenmaschine Walther WSR 160

### Zweiter Weltkrieg
Mit dem Beginn des Zweiten Weltkriegs wurde Walther als Schlüsselbetrieb der deutschen Rüstungsproduktion in die Kriegswirtschaft eingegliedert. Neben der verstärkten Fertigung von PP und PPK sowie der Pistole P38 bauten die Walther-Werke auch Leuchtpistolen und einen als K43 bezeichneten Selbstladekarabiner im Kaliber 7,92 × 57 mm. Des Weiteren wurde Walther genau wie C. G. Haenel vom HWA mit der Fertigung eines Prototyps für einen Maschinenkarabiner (StG44) beauftragt, jedoch war Walthers Entwurf dem von Haenel unterlegen und ging deshalb nicht in Serie. Walther-Waffen der Kriegsproduktion erkennt man an der Codebezeichnung „ac“, die den Hersteller in verschlüsselter Form anzeigte. Im Konzentrationslager Neuengamme bei Hamburg betrieb die Carl Walther ab 1942/1943 eine Fertigungsstätte mit KZ-Häftlingen, die Metallwerke Neuengamme(Walther-Werke). Hier wurde die P38 und das Gewehr 43 gefertigt, ab Anfang 1945 auch das Volkssturmgewehr. Am Stammsitz in Zella-Mehlis mussten während des Zweiten Weltkrieges ebenfalls hunderte Zwangsarbeiter in der deutschen Rüstungsindustrie arbeiten.

### Neuanfang 1948
Nach Kriegsende und Flucht von Eigentümer und Belegschaft aus dem von der Roten Armee besetzten Zella-Mehlis wagte Fritz Walther in Ulm einen Neuanfang. Zwischenzeitlich hatte das französische Unternehmen Manurhin in Mülhausen/Elsass die Fertigung von Walther-Pistolen in Lizenz fortgeführt. Im April 1949 konnte bereits die 1000. neue Pistole in Ulm gefertigt werden.
In Ulm wurden die bewährten Pistolenbaureihen PP, PPK, P38 wieder aufgenommen, ergänzt um die „Taschenpistole“ (Mod. TP – Kaliber 6,35 mm Browning) und die „Taschenpistole mit Hahn“ (Mod. TPH – eine Mini-PPK in den Kalibern 6,35 mm Browning und .22 lfB). Die neu gegründete Bundeswehr führte die bewährte P38 (nunmehr P1 mit leichterem Duralgriffstück) als Dienstwaffe ein.
Daneben kam in Ulm auch rasch die Produktion hochwertiger Sportwaffen wieder in Gang: Luft- und Kleinkalibergewehre, die Luftpistolen LP53, LP2 und LP3, die Sportpistolen PP-Sport, GSP (beide im Kaliber .22 lfB, das Modell GSP auch in .32 S&W) sowie die Olympische Schnellfeuerpistole (Mod. OSP im Kaliber .22 kurz).
Groß- und kleinkalibrige Jagdrepetierbüchsen ergänzten das Programm.
Ausschließlich für den Behördenmarkt fertigte Walther die Maschinenpistolen MPL und MPK (beide 9 mm Parabellum) sowie das halbautomatische Scharfschützengewehr Walther WA2000 (Kaliber .300 Win. Mag., 7,62 × 51 mm NATO und 7,5 × 55 mm Swiss).
In jüngerer Zeit entstanden die Pistolenmodelle P5 und P5 Compact (auf Basis der P38 als Polizeipistolen nach Maßgabe des Pflichtenheftes der Innenministerkonferenz), die P88 und P88 Compact (beide Weiterentwicklungen der P38 mit doppelreihigem Magazin für 15 Patronen), die P99 (Polymergriffstück, Browning-Verriegelung, Double-Action-Only bzw. teilvorgespanntes Abzugssystem), sowie die P22 (nach dem Vorbild der P99 als kleinkalibrige Übungswaffe).
Neben den bereits beschriebenen Produkten fertigte das Unternehmen ab den 1920er Jahren bis in die 1960er Jahre auch mechanische Rechenmaschinen. Diese waren die ersten Erzeugnisse nach der Demontage der Walther-Werke in Zella-Mehlis nach dem Zweiten Weltkrieg und dem Neuanfang in Niederstotzingen im Jahr 1948.
Am Freitag, dem 16. November 2012, unterzeichnete die Carl Walther einen Vertrag mit dem niederländischen Justizministerium über eine Waffenlieferung von 45.000 Pistolen des Typs Walther P99 an die niederländische Polizei. Das Auftragsvolumen beträgt 13,5 Mio. Euro. Die Pistolen wurden von 2013 bis 2015 an die Polizei ausgeliefert.
Ende September 2015 wurde bekannt, dass die Staatsanwaltschaft gegen Carl Walther wegen der illegalen Ausfuhr von Pistolen nach Kolumbien ermittelt.  Am 27. September 2017, also nach fast genau zwei Jahren, meldete die Staatsanwaltschaft Stuttgart über dpa die Einstellung des Verfahrens: Die nach Kolumbien ausgelieferten Kleinkaliber-Waffen seien „ohne militärische Bedeutung“ und der Export daher nicht genehmigungspflichtig gewesen.

### Übernahme
1993 wurde das Unternehmen von dem Konkurrenten Umarex in Arnsberg übernommen und stellt heute neben Verteidigungswaffen hauptsächlich Sportwaffen her wie z. B. die LP500 oder das LG400. Produktionsstandorte sind Ulm und Arnsberg.
Seit dem 3. Februar 2006 besitzt die UMAREX-Gruppe die Marken- und Nutzungsrechte der Sportwaffenmarke Hämmerli, die sie von der SAN Swiss Arms AG übernommen hat. Produktion, Vertrieb sowie Service werden von der Carl Walther GmbH in Ulm wahrgenommen.